# Web Slingers: A Spider-Man Adventure
Web Slingers: A Spider-Man Adventure en Spider-Man W.E.B. Adventure is een interactieve darkride in het Amerikaanse attractiepark Disney California Adventure Park en het Franse attractiepark Walt Disney Studios Park. In beide parken staat de attractie in het themagebied Avengers Campus.

## Rit
De attractie staat in het teken van de superheld Spider-Man. Het verhaal achter de darkride is dat bezoekers deelnemen aan de Worldwide Engineering Brigade (WEB) en Spider-Man te hulp schieten om zogenaamde Spider-Bots uit te schakelen. Dit gebeurt vanuit voertuigen die een parcours volgen en om hun eigen as in de rondte kunnen draaien. Tijdens de rit passeren bezoekers schermen waarop 3D-animatiebeelden getoond worden. Bezoekers moeten met hun handen op doelwitten schieten. In de voertuigen bevinden zich sensoren die de handbewegingen van de inzittende bepalen en zo kunnen berekenen waar iemand op richt. Vergeleken met de 'klassieke' interactieve darkride worden er dus geen laserpistolen gebruikt. Deze techniek is eerder toegepast in de Legolandattractie LEGO NINJAGO The Ride. Voordat bezoekers de daadwerkelijk rit in de voertuigen maken, krijgt men eerst een voorshow te zien. De hoofdrol hierin wordt gespeeld door Tom Holland.

## Locaties

### Disney California Adventure Park
De attractie opende in juni 2021 in het themagebied Avengers Campus onder de naam Web Slingers: A Spider-Man Adventure. De attractie verving het voormalige themagebied A Bug's Land. De voorshow en voice-overs gedurende de rit zijn volledig in het Engels. 

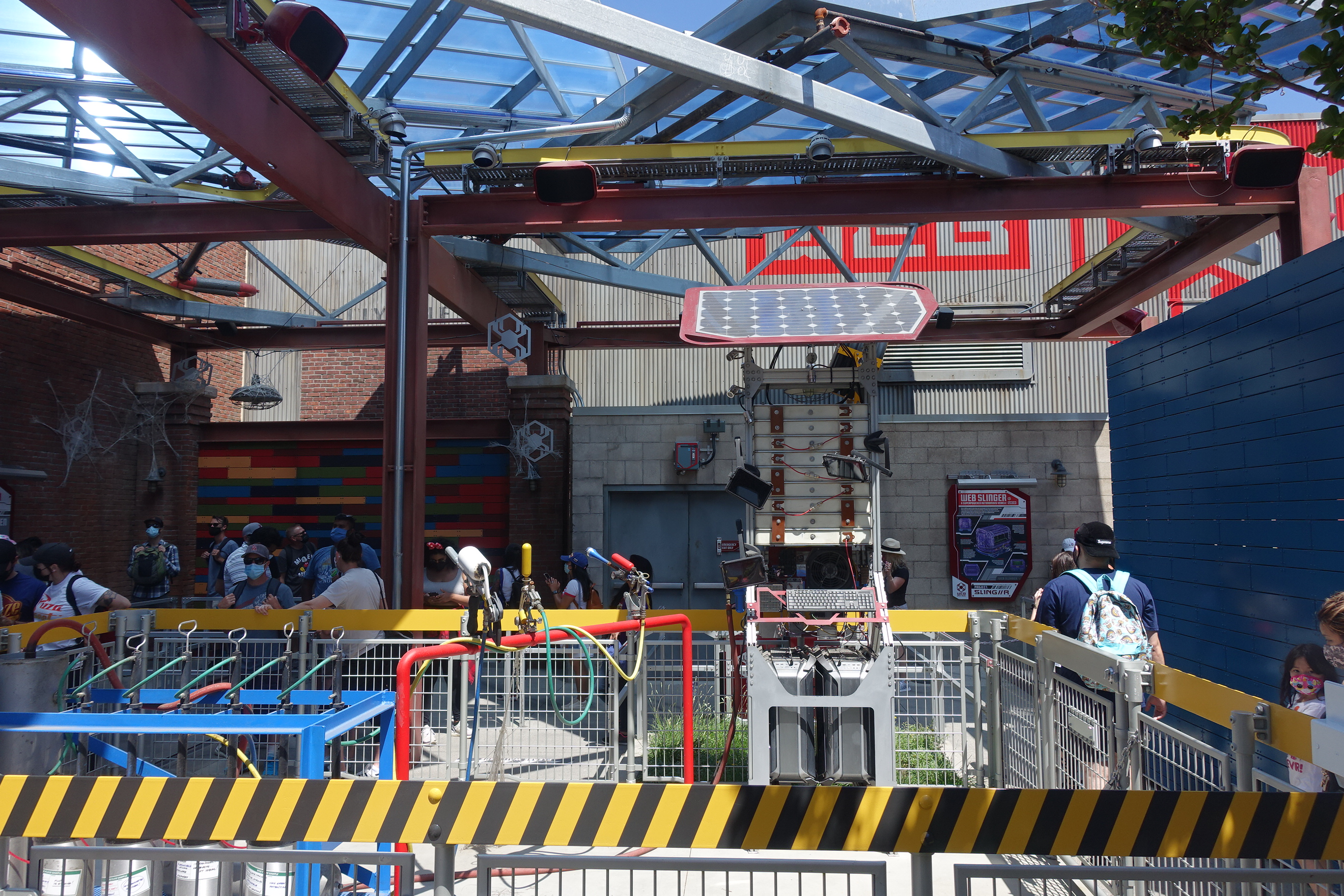
Wachtrij
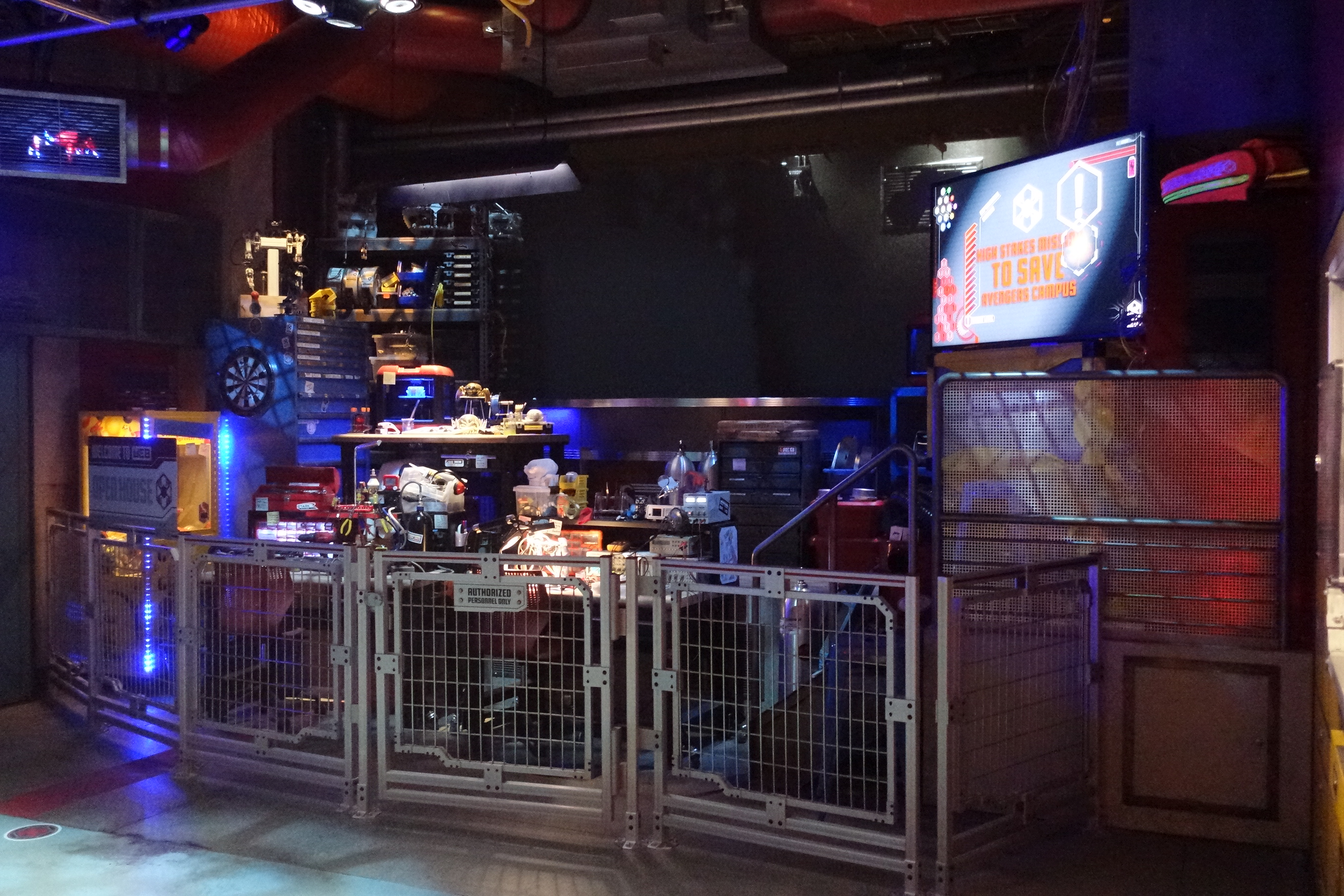
Voorshow
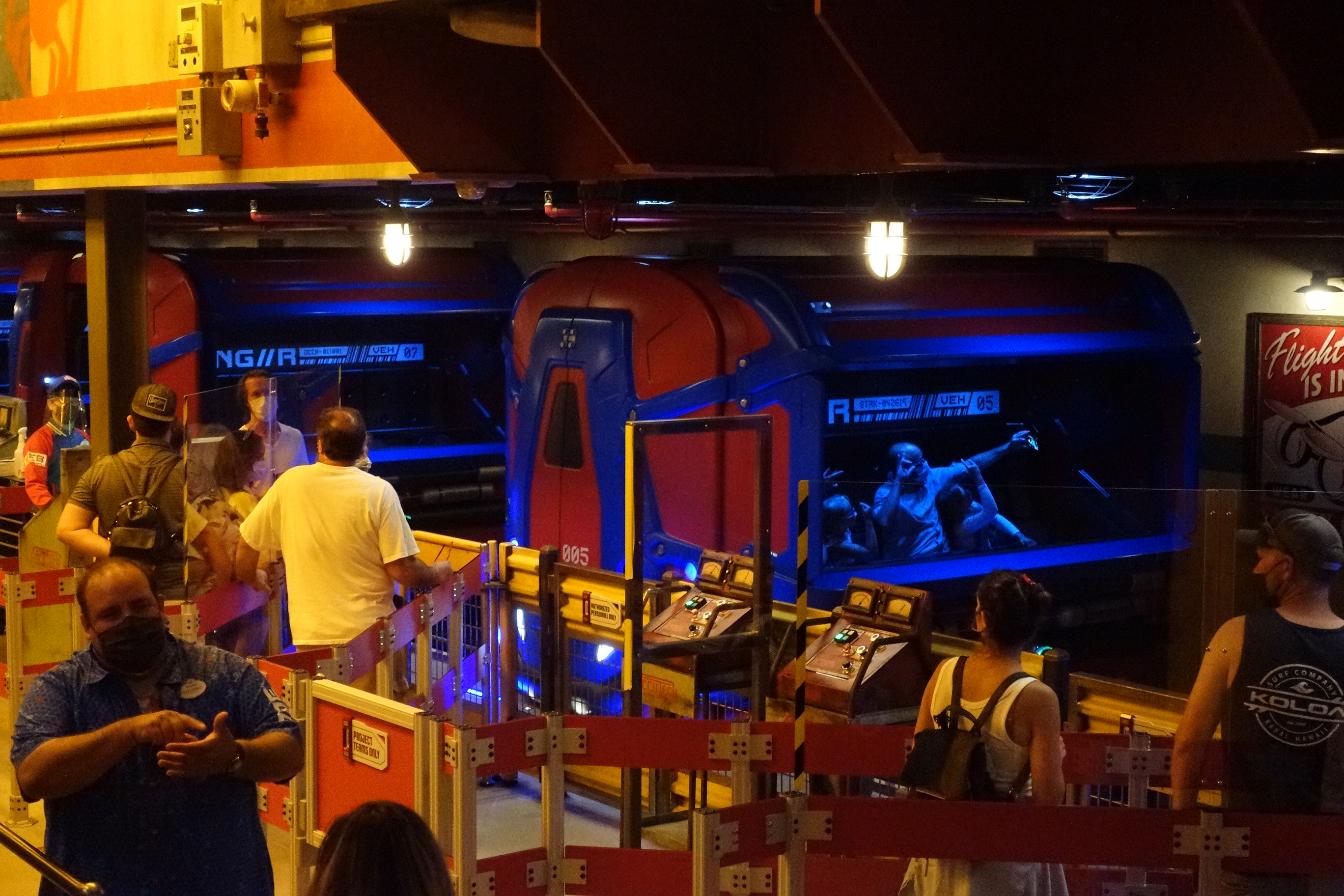
Station
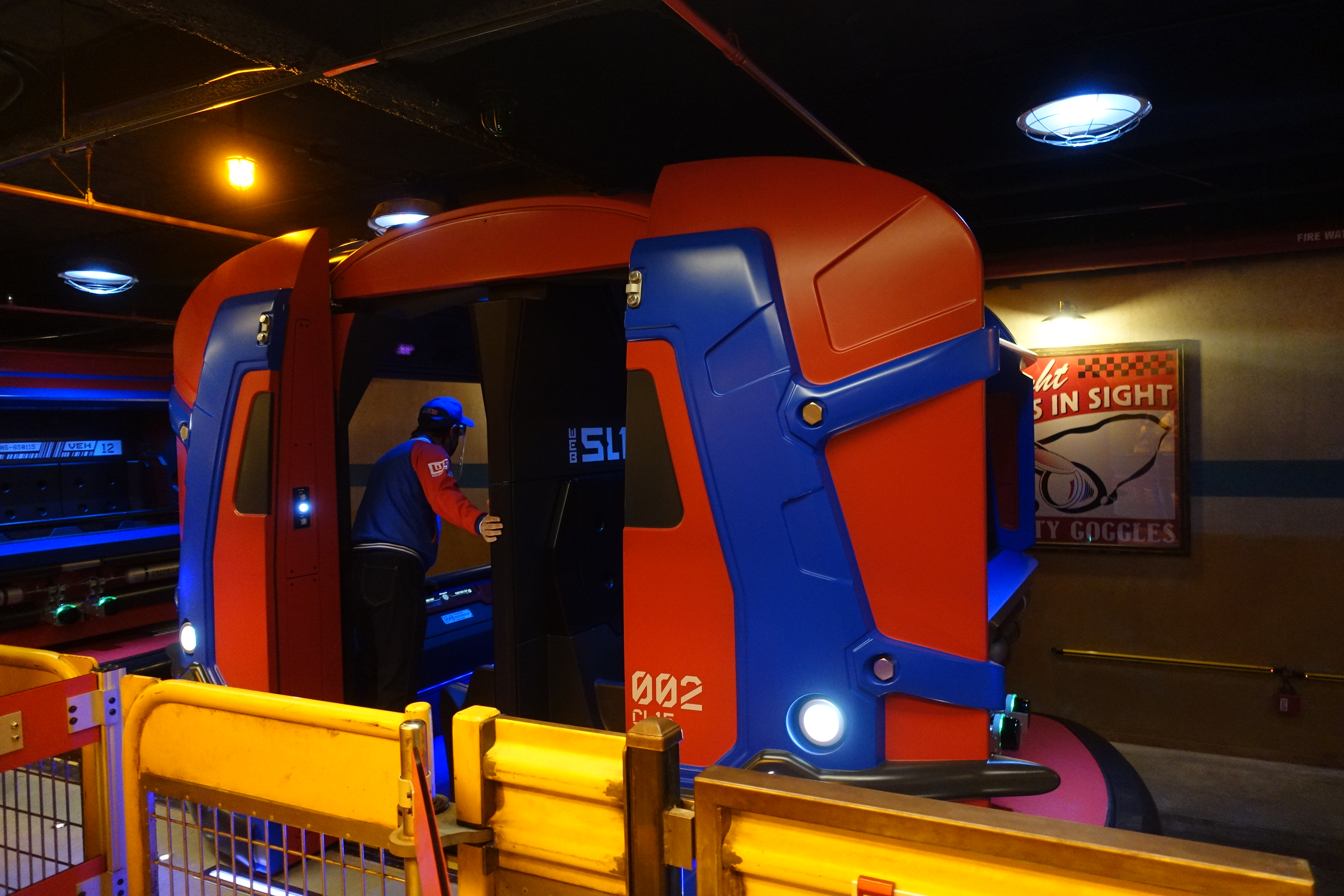
Voertuig
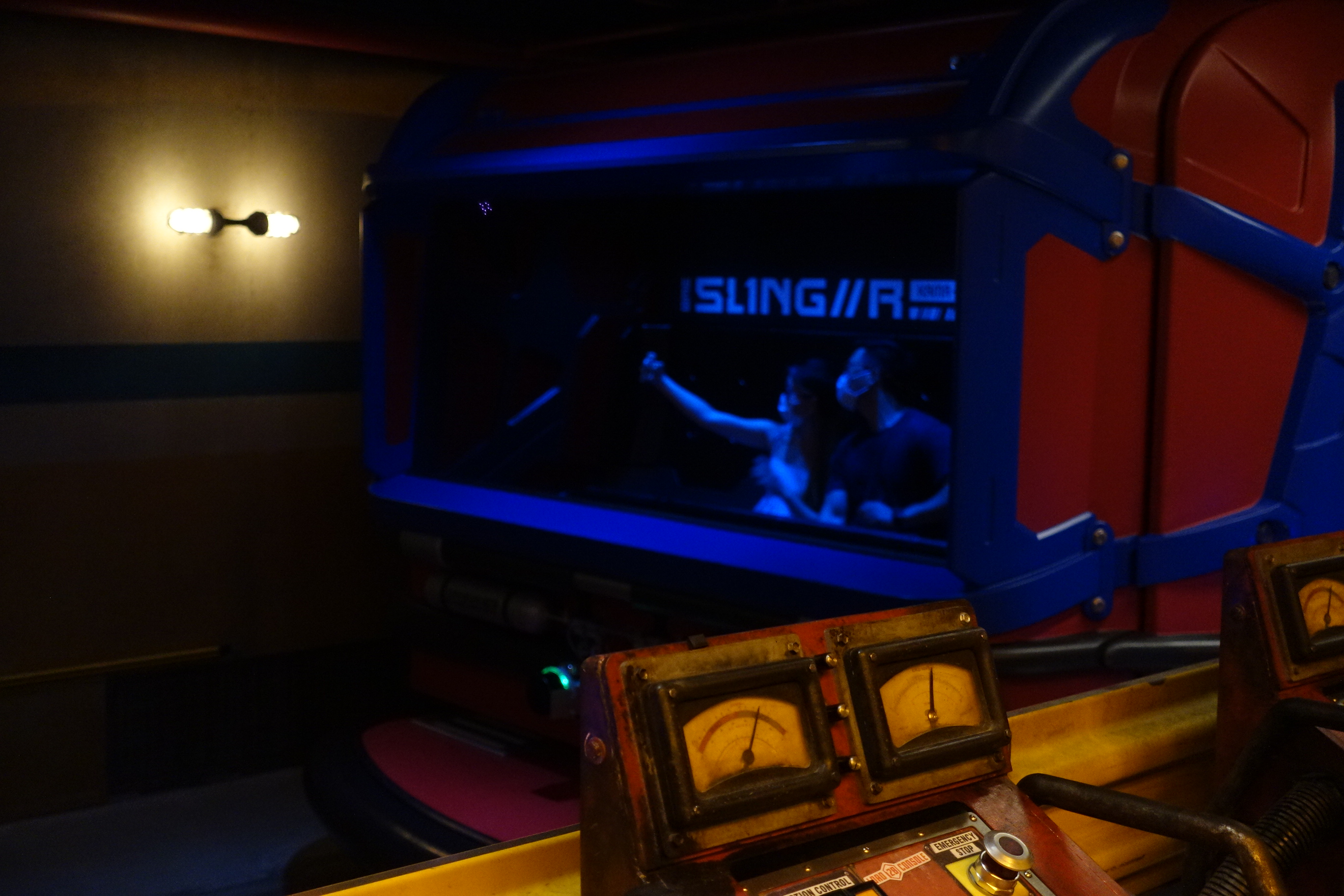
Kijkend vanuit het voertuig.

### Walt Disney Studios Park
De attractie in het Walt Disney Studios Park opende 20 juli 2022 voor bezoekers en verving daarmee de voormalige attractie Armageddon - Les Effets Speciaux. In de dagen ervoor was de attractie al geopend voor personeel, genodigden en media. Aanvankelijk stond de opening van de versie in Frankrijk gepland voor 2021, maar deze is een jaar uitgesteld in verband met de coronapandemie. De darkride is vrijwel identiek aan de versie in Disney California Adventure Park en gaat door het leven onder de naam Spider-Man W.E.B. Adventure. In de voorshow wordt alleen Frans gesproken. Dit wordt ondertitelt in het Engels.
Disneyland Resort · Lijst van attracties in Disney California Adventure Park
Disneyland Paris · Lijst van attracties in Walt Disney Studios Park · afbeeldingen